# Coelastrea
Coelastrea is een geslacht van neteldieren uit de klasse van de Anthozoa (bloemdieren).

## Soorten
- Coelastrea aspera (Verrill, 1866)
- Coelastrea palauensis (Yabe & Sugiyama, 1936)
- Coelastrea tenuis Verrill, 1866